# (11286) 1990 RO8
(11286) 1990 RO8 là một tiểu hành tinh vành đai chính. Nó được phát hiện bởi Henri Debehogne ở Đài thiên văn La Silla ở Chile ngày 15 tháng 9 năm 1990.